# Zlata Kolarić-Kišur
Zlata Kolarić-Kišur (Slavonski Brod, 29 d'octubre de 1894 - Zagreb, 24 de setembre de 1990) fou una escriptora croata.
Nascuda a Slavonski Brod, emigrà amb la seva família a la també ciutat croata de Požega. Descrigué la seva infantesa al llibre Moja Zlatna dolina ("La meva vall daurada"). Entre 1919 i 1990 visqué a Zagreb. Es casà amb Hinko Kolarić Kišur. Mori a Zagreb el 24 de setembre de 1990 als 96 anys.

## Obres
- Naš veseli svijet (1933)
- Iz dječjeg kutića (1935)
- Smijte se djeco! (1935)
- Priča i zbilja (1940)
- Od zore do mraka (1950)
- Zimska priča (1950)
- Po sunčanim stazama (1951)
- Dječje igre (1953, 1956, 1963)
- Neostvarene želje (1954)
- Cvijeće (1955, 1958)
- Ptičji festival (1958, 1959, 1961)
- Uz pjesmu i šalu na jadranskom žalu (1961)
- Moja Zlatna dolina (1972)
- Moje radosti (1981)
- Hrvatski dječji pisci – Pet stoljeća hrvatske književnosti, 181/III (1991)
- Izabrana djela (1994)